# Agta, Casiguran Dumagat (jezik)
Casiguran Dumagat Agta jezik (ISO 639-3: dgc; casiguran dumagat), austronezijski jezik s istočne obale otoka Luzon u filipinskoj provinciji Aurora gdje ga govorioko 610 ljudi(2000 T. Headland) iz nomadskog negritskog plemena Dumagat, podskupina Casiguran.
Klasificira se sjeveroistočnoj luzonskoj podskupini sjevernokordiljerskih jezika, šira filipinska skupina. Najbliži mu je paranan [agp] (83%)

## Vanjske poveznice
- Ethnologue (14th)
- Ethnologue (15th)